# Āmbāsa
Āmbāsa är en ort i Indien.   Den ligger i delstaten Tripura, i den östra delen av landet, 1 500 km öster om huvudstaden New Delhi. Āmbāsa ligger 81 meter över havet och antalet invånare är 6 373.
Terrängen runt Āmbāsa är platt åt sydväst, men åt nordost är den kuperad. Runt Āmbāsa är det ganska tätbefolkat, med 100 invånare per kvadratkilometer. Det finns inga andra samhällen i närheten. I omgivningarna runt Āmbāsa växer huvudsakligen savannskog.